# Agnes Jama
Agnes Jama (Dürnstein, 11 juni 1911 – Den Haag, 27 september 1993) was een Nederlands pianist en componist.

## Leven en werk
Agnes Jama werd geboren in Oostenrijk-Hongarije uit een Zuid-Slavische vader en een Nederlandse moeder, de schilders Matija Jama (1872-1947) en jkvr. Louise van Raders (1871-1946). In 1915 verhuisde het gezin naar Den Haag. Vader keerde in 1922 terug naar zijn geboorteplaats Ljubljana, Agnes bleef met haar moeder en zus in Nederland wonen. Agnes Jama is getrouwd geweest met Frederik Jacobus van Wel (1918-?) en Hans Citroen (1922-2004), artistiek secretaris van het Residentie Orkest. Uit het tweede huwelijk werden Hans en Soesja Citroen geboren. 
Jama kreeg als kind pianoles en ging na het behalen van haar hbs-diploma (1928) in de leer bij Bernhard van den Sigtenhorst Meyer. Drie jaar later slaagde ze voor het piano-examen van de Koninklijke Nederlandse Toonkunstenaars Vereniging. Jama trad in de jaren dertig op als pianiste en begeleidster van onder andere de cellist Tibor de Machula. In 1935 behaalde ze de MO-akte voor piano, waarna ze in Londen nog les kreeg van Franz Osborn. Rond 1942 kreeg ze compositieles van Henk Badings, directeur van het Haags Conservatorium.
Jama gaf ze pianoles vanuit huis en schreef een aantal composities, waarmee ze ook optrad. Tot haar composities behoorden een sonatine voor piano (1942), een suite voor viool en piano (1952), drie liederen voor stem en piano op gedichten van Jil de la Rie (1953) en een cellosonate (ca. 1957). Voor de suite voor viool en piano, die ze had opgedragen aan Theo Olof, won Jama in 1952 de aanmoedigingsprijs van de Johan Wagenaar-stichting. In haar werk zijn invloeden hoorbaar vanuit de Zuid-Slavische muziek en van componisten als Béla Bartók en Claude Debussy. In de jaren 60 kreeg ze les van Ton de Leeuw, wat leidde tot het meer experimentele Vocatio voor mezzosopraan, klarinet en piano (1971). In 1989 publiceerde ze het boek Actie, reactie en ontspanning bij het klavierspel .
Agnes Jama overleed in 1993, op 82-jarige leeftijd. De pianist Marcel Worms bracht in 2008 haar werk uit, in samenwerking met Jama's dochter Soesja, op de cd Complete oeuvre van Agnes Jama, Song for Ma.
- Biografisch Portaal: 70930999
- International Standard Name Identifier: 0000 0003 8514 6297
- Library of Congress Control Number: n94078676
- Nederlandse Thesaurus van Auteursnamen: 180659685
- Virtual International Authority File: 42264446
- WorldCat: E39PBJv4pqTB4mf8c3mmGkhGpP